# Sławosz Uznański-Wiśniewski
Sławosz Uznański-Wiśniewski (prononcé en polonais [ˈswavɔʂ uzˈnaɲskʲi viɕˈɲɛfskʲi]), né Uznański le 12 avril 1984 à Łódź, est un ingénieur, scientifique et astronaute polonais de l'Agence spatiale européenne (ESA).

## Biographie

### Jeunesse et formation
Né à Łódź en Pologne, Sławosz Uznański-Wiśniewski est le fils de Piotr Uznański et de Maja Marquardt-Uznańska. Il fréquente le VIIIe lycée Adam Asnyk à Łódź. En 2008, il obtient avec distinction un diplôme d'ingénieur de l'Université polytechnique de Łódź et de l'École polytechnique de Nantes Université. En 2011, il décroche un doctorat avec mention à l'Université d’Aix-Marseille pour sa thèse sur les structures résistantes aux rayonnements cosmiques,. Il parle couramment le polonais, l'anglais et le français.

### Carrière professionnelle
Durant ses études doctorales, Uznański-Wiśniewski travaille chez STMicroelectronics à Crolles (France), se spécialisant dans les technologies CMOS résistantes aux rayonnements pour applications spatiales. À partir de 2011, il rejoint le CERN à Genève, où il conçoit des systèmes électroniques pour le Grand collisionneur de hadrons (LHC), notamment un système de contrôle de puissance opérationnel depuis 2017,. De 2018 à 2020, il est responsable de l’exploitation continue du LHC.
Il est auteur d’un livre sur les effets des rayonnements dans les systèmes électroniques et co-auteur de plus de 50 articles scientifiques. Il a également donné des conférences sur la conception de systèmes spatiaux et a participé à l’évaluation de projets de satellites commerciaux, tels que ICEYE, PW-Sat2, HyperSat et EagleEye,. En 2019, il agit comme expert technique pour le programme Horizon 2020 de l’Union européenne.

### Carrière d’astronaute
En 2021, Uznański-Wiśniewski participe au recrutement de l’Agence spatiale européenne (ESA), qui sélectionne 17 astronautes parmi 22 500 candidats, dont 549 Polonais. Il est retenu comme astronaute réserviste. En juin 2023, le directeur général de l’ESA annonce qu’il sera le prochain astronaute à effectuer une mission vers la Station spatiale internationale (ISS) après le Suédois Marcus Wandt. Cette mission, confirmée par Axiom Space en août 2023, est prévue dans le cadre de la mission Ax-4.
Le 1er septembre 2023, il intègre le Corps européen des astronautes en tant qu’astronaute projet pour la durée de son entraînement et de sa mission. En août 2024, l’ESA confirme sa participation à la mission Ax-4 en tant que spécialiste de mission. Nommée Ignis par l’ESA, cette mission inclut 13 expériences scientifiques polonaises, portant notamment sur l’intelligence artificielle en microgravité, la santé mentale en mission spatiale et l’utilisation des microalgues dans les missions futures,. La mission Ax-4, commandée par Peggy Whitson, décolle le 25 juin 2025 du Centre spatial Kennedy en Floride pour une mission de deux semaines et demie à bord de l’Station spatiale internationale (ISS), au cours de laquelle 60 expériences scientifiques sont réalisées. La capsule Crew Dragon transportant Uznański-Wiśniewski, ainsi que les astronautes Shubhanshu Shukla (Inde) et Tibor Kapu (Hongrie), quitte l’ISS le 14 juillet 2025 à 11h15 GMT et amerrit dans l’océan Pacifique au large de la Californie le 15 juillet 2025 à 09h31 GMT.

### Vie personnelle
En janvier 2025, il épouse la députée Aleksandra Uznańska-Wiśniewska et adopte un nom de famille composé.

## Distinctions
- Médaille du 600e anniversaire de Łódź (2023)[14].